# Paleopsephurus
|  | Dieser Artikel wurde aufgrund von formalen oder inhaltlichen Mängeln in der Qualitätssicherung Biologie im Abschnitt „Paläontologie“ zur Verbesserung eingetragen. Dies geschieht, um die Qualität der Biologie-Artikel auf ein akzeptables Niveau zu bringen. Bitte hilf mit, diesen Artikel zu verbessern! Artikel, die nicht signifikant verbessert werden, können gegebenenfalls gelöscht werden. Lies dazu auch die näheren Informationen in den Mindestanforderungen an Biologie-Artikel. Begründung: Beschreibung fehlt |

Paleopsephurus ist eine prähistorische Gattung von Strahlenflossern, die eng mit den heutigen Löffelstören verwandt ist. Sie ist bislang ausschließlich aus der spätkreidezeitlichen Hell-Creek-Formation im Nordwesten der USA sicher nachgewiesen. Die einzige bekannte Art ist Paleopsephurus wilsoni.

## Vorkommen
Das Typus- und bislang einzige bekannte Material der Gattung wurde aus den Ablagerungen der Hell-Creek-Formation von McCone County in Montana geborgen. Diese Schichten werden in die jüngste Oberkreide (oberes Maastrichtium) datiert. Paleopsephurus ist eine von nur zwei bekannten fossilen Löffelstör-Gattungen Nordamerikas. Die zweite ist Crossopholis mit der einzigen Art Crossopholis magnicaudatus aus dem Eozän der Green-River-Formation. Eine dritte ausgestorbene Löffelstör-Gattung ist Protopsephurus mit der einzigen Art Protopsephurus liui, die 1994 aus China beschrieben wurde. Auch in der Gegenwart (rezent) gibt es nur zwei Löffelstör-Arten: Polyodon spathula, im Flusssystem des Mississippi in Nordamerika, und den möglicherweise ausgestorbenen Psephurus gladius im Jangtsekiang in China.

## Geschichte und Systematik
Die Aufstellung der Gattung Paleopsephurus und die Erstbeschreibung ihrer Typusart P. wilsoni erfolgten formal 1941 in der Dissertation des Paläontologen und Ichthyologen Archie Justus MacAlpin. Erst 1947 veröffentlichte MacAlpin eine ausführliche Beschreibung des Materials. Die Beschreibungen fußten auf ursprünglich drei, heute vier unvollständigen Fossilexemplaren, die in der Sammlung des University of Michigan Museum of Paleontology (UMMP) in Ann Arbor aufbewahrt werden.
Der Holotyp, das Exemplar mit der Sammlungs-Nummer UMMP 22206, umfasst einen weitgehend kompletten, etwas verdrückten Schädel mit Schultergürtel und Brustflossen (der ursprünglich mit geborgene Unterkiefer ging jedoch irgendwann zwischen 1947 und den späten 1980er Jahren verloren). Das Exemplar mit der Sammlungs-Nummer UMMP 22207 ist ein Teil der Caudal-Region, während UMMP 22208 ursprünglich ein Schultergürtel-Bruchstück mit beiliegender Brustflosse umfasste. Die Brustflosse wurde jedoch nachträglich unter der Nummer UMMP 22209 separat katalogisiert. Obwohl alle Stücke in nächster Nähe zueinander gefunden wurden, ist es unklar, ob sie zum selben Individuum gehören. Zutage gefördert wurden sie 1938 zusammen mit dem späteren Holotyp der ausgestorbenen „echten“ Stör-Art Protoscaphirhynchus squamosus (UMMP 22210) in einem Sandstein-Aufschluss der Hell-Creek-Formation, 39 km südöstlich von Fort Peck (Montana), während der Freilegung des Skelettes eines Hadrosauriers („large trachodont“) durch Mitarbeiter des UMMP.